# 副黏液病毒亞科
副黏液病毒亞科（Paramyxovirinae），属于副黏液病毒科，包括：
- 呼吸病毒屬(Respirovirus)-代表種:仙台病毒(Sendai virus)
- 麻疹病毒屬(Morbillivirus)-代表種:麻疹病毒(Measles virus)
- 德國麻疹病毒屬(Rubulavirus)-代表種:腮腺炎病毒（Mumps virus）流行性腮腺炎病毒;耳下腺炎病毒
- 亨德拉病毒屬(Henipavirus)亨立百病毒屬)-代表種:亨德拉病毒(Hendra virus)
- 鳥類德國麻疹病毒屬(Avulavirus)禽腮腺炎病毒屬-代表種:新城疾病病毒(Newcastle disease virus)

## 外部連結
- 微生物免疫學-Paramyxoviridae(副黏液病毒科)